# Вяткин, Леонид Яковлевич
Леонид Яковлевич Вяткин — советский хозяйственный, государственный и политический деятель.

## Биография
Родился в 1912 году в селе Пресногорьковское. Член КПСС.
С 1930 года — на хозяйственной, общественной и политической работе. В 1930—1967 гг. — преподаватель школы крестьянской молодёжи, заместитель начальника 15-й дистанции службы пути, начальник стационарной машинно-путевой станции, начальник 14-й дистанции службы пути Туркестано-Сибирской железной дороги, заместитель начальника, начальник Политического отдела Алма-Атинского строительного управления Министерства путей сообщения СССР, заведующий Промышленно-транспортным отделом Восточно-Казахстанского областного комитета КП Казахстана, заместитель начальника Управления МВД по Восточно-Казахстанской области, заведующий Отделом строительства и строительных материалов Восточно-Казахстанского областного комитета КП Казахстана, 1-й секретарь Усть-Каменогорского городского комитета КП Казахстана, 2-й секретарь Восточно-Казахстанского промышленного областного комитета КП Казахстана, заведующий Отделом строительства и строительных материалов ЦК КП Казахстана, заведующий Отделом строительства и городского хозяйства ЦК КП Казахстана, заместитель министра строительства Казахской ССР, заместитель министра строительства предприятий тяжёлой индустрии Казахской ССР.
Делегат XXII съезда КПСС.
Умер в Алма-Ате в 1967 году.